# Сибирский завод тяжёлого машиностроения
Сибирский завод тяжёлого машиностроения (Сибтяжмаш, СЗТМ) — бывшее советское и российское предприятие по выпуску тяжёлых грузоподъёмных кранов, расположенное в городе Красноярске.
Пущено во время Великой отечественной войны как Красноярский паровозостроительный завод, выпускало паровозы, миномёты, металлургические краны. С 1950 года полностью ориентировано на выпуск тяжёлых кранов. В 1992 году приватизировано. В 2011 году обанкрочено и закрыто.

## История

### Советский период
В 1940 году к строительству в Красноярске, в частности завода тяжёлого машиностроения, приступил «Красноярскпромхимстрой», который 8 сентября 1941 года приказом Наркомстроя СССР был объединён с эвакуированным Харьковским строительным трестом № 26 в Особую строительно-монтажную часть № 26 (ОСМЧ-26) для строительства оборонных предприятий.
Завод пущен в 1941 году на базе эвакуированного из Бежицы Брянской области паровозостроительного завода «Красный профинтерн». Народному комиссариату тяжёлого машиностроения предлагалось ввести до IV квартала 1942 года первую очередь заготовительных и механосборочных цехов предприятия.
Всего прибыло около шести тысяч вагонов. Эвакуируемое из Бежицы эшелонами оборудование разгружалось вручную и на руках, за 12 метров, переносилось к месту возведения нового Красноярского паровозостроительного завода. Начиная с августа, одновременно со строительством производственных мощностей, выпускалась продукция для фронта — снаряды, гранаты и миномёты.
В начале 1942 года заводу был установлен государственный план по изготовлению миномётов, а в сентябре 1942 года завод выпустил первый паровоз серии «Серго Орджоникидзе» (СО).
В 1943 году завод выпустил три литейных крана.
18 февраля 1945 года была запущена 1-я очередь завода «Красный Профинтерн», обеспечивающая крупносерийное производство грузовых паровозов серии СО, металлургических кранов и других машин для тяжёлой промышленности.
После войны завод обладал производственной базой из 15 цехов, позволявшей осуществлять весь технологический цикл производства кранов и паровозов. Паровозы серии СО строились как по заказу Наркомата путей сообщения, так и для промышленности.
С конца 1950 года паровозы сняты с производства, а завод получил наименование — Сибирский завод тяжёлого машиностроения.

### Российский период
В связи с плановой приватизацией государственное производственное «Сибтяжмаш», ранее относившееся к Министерству тяжёлого машиностроения СССР, 24 июня 1993 года преобразовано в открытое акционерное общество «Сибтяжмаш».
29 июля 1996 года генеральным директором назначен Павел Леонидович Лусников.
В начале 2000-х годов предприятие изготовило и поставило для первой очереди Тяньваньской АЭС (Китай) шесть кранов грузоподъёмностью более 150 тонн. В 2007 году представители предприятия вели переговоры с китайскими властями о новых поставках для второй и третьей очереди станции.
С 2003 по 2004 год «Сибтяжмаш» поставил два мостовых крана для реакторных залов АЭС «Куданкулам» (Индия).
С 2006 по 2007 год на предприятии было проведено комплексное обследование состояния промышленной безопасности опасных производств предприятия специалистами надзорных органов. В результате были выявлен ряд нарушений. По результатам проверок руководителю предприятия выписано предписание об их устранению в установленный срок, а ряд работников — мастер цеха и главный инженер были привлечены к административной ответственности. Однако в установленный срок предприятием нарушения не были устранены, и Ростехнадзор в период с 2007 года по 2008 год был вынужден через суд добиваться приостановки деятельности опасных производственных мощностей: грузоподъёмных механизмов, сталеплавильного и чугунолитейного цехов, мазутной станции а также сталеплавильной печи. Срок приостановки деятельности — до мая 2008 года.
В июле 2009 года предприятие по заказу компании «Русгидро» приступило к выпуску новых задвижек для Саяно-Шушенской ГЭС. Кроме того, планировалось подписание контрактов на поставку трёх мостовых полярных кранов для атомных станций Болгарии и Индии. Однако, впоследствии Индия вынуждена была отозвать свою заявку. Также в 2009 году были изготовлены краны грузоподъёмностью 525 тонн для Богучанской ГЭС.
В 2010 году предприятие освоило выпуск кранов для погрузки железнодорожных контейнеров со спредерным захватом.
С января по октябрь 2010 года заводом было выпущено продукции на 540 млн рублей, что на 102 % больше, чем в аналогичном периоде прошлого года.

### Упадок и банкротство
28 августа 2009 года на заводе было введено внешнее наблюдение. В декабре 2009 года из-за нехватки средств на закупку материалов возникла дебиторская задолженность, завод был вынужден остановить производство и отправить более 2000 работников в вынужденный отпуск с выплатой 2/3 заработной платы до 1 февраля 2010 года.
17 декабря 2009 года состоялось слушание в Красноярском арбитраже по делу о банкротстве против СЗТМ по иску одного из поставщиков, которому компания задолжала около 2 млн рублей. Кроме того компания задолжала налоговой инспекции порядка 130 млн рублей, хотя и не была включена в реестр кредиторов.
1 июня 2010 года предприятие было отключено от электроснабжения из-за возникших долгов перед местным Энергосбытом в размере 23 млн рублей. Однако, конфликта удалось избежать благодаря вмешательству краевых властей. По договорённости сторон, уже 2 июня электроснабжение было восстановлено, а компания должна рассчитаться с долгом в размере 21,6 млн рублей до конца 2010 года. Как выяснилось позднее, компания сама предложила приостановить электроснабжение, заявив, что у неё «отсутствуют средства на оплату электроэнергии». Однако уже в сентябре электроснабжение «Сибтяжмаш» было вновь приостановлено по просьбе руководства. Долг на момент отключения составлял около 20 млн рублей.
В связи с огромными долгами 4 мая 2011 года закрытое акционерное общество «Сибтяжмаш» официально признано банкротом. В отношении генерального директора Павла Лусникова возбуждено уголовное дело в неисполнении обязанностей налогового агента. А сам Павел Лусников скоропостижно скончался вечером 1 июля 2011 года.
1 сентября 2011 года юрлицо было реорганизовано в общество с ограниченной ответственностью «ТехТранс-Сибтяжмаш». На оставшихся производственных мощностях производилась металлообработка и создание металлоконструкций. С 2015 года все площади предприятия сдавались в аренду. 17 мая 2017 года организация «ТехТранс-Сибтяжмаш» была ликвидирована.

## Награды
За героический труд в годы Великой Отечественной войны коллектив завода был награждён Орденом Трудового Красного Знамени, а также Орденом «Знак Почёта» и является лауреатом многих российских и зарубежных конкурсов и премий.